# Tulasnella hyalina
Tulasnella hyalina är en svampart som beskrevs av Höhn. & Litsch. 1908. Tulasnella hyalina ingår i släktet Tulasnella och familjen Tulasnellaceae.  Arten är reproducerande i Sverige. Inga underarter finns listade i Catalogue of Life.